# In God's Hands
«In God's Hands» (укр. «У роках Бога») — сьомий сингл канадсько-португальської співачки Неллі Фуртаду з альбому «Loose». Випущений 23 листопада 2007 року лейблом Geffen.

## Список композицій та форматів
Німецький промо CD-сингл
1. «In God's Hands»
2. «In God's Hands» (Live at «Get Loose Tour»)

Digital Download сингл 
1. «In God's Hands» (Country Version з Кітом Урбаном)

Канадський/Німецький CD-сингл
1. «In God's Hands» (Album Version)
2. «In God's Hands» (Live at «Get Loose Tour»)
3. «I'm like a Bird» (Live at «Get Loose Tour»)
4. «In God's Hands» (Video)

## Офіційні версії
- «In God's Hands» (Album Version) (4:14)
- «In God's Hands» (Album Version With Interlude) (4:54)
- «In God's Hands» (UK Radio Mix) (3:58)
- «In God's Hands» (Radio Version) (4:09)
- «In God's Hands» (разом з Кітом Урбаном) (4:36)
- «En las Manos de Dios» (4:31)
- «In God's Hands» (English, Spanish, & Country Mix)(Nelly Furtado vs. Кіт Урбан) (4:33)

## Історія релізів
| Регіон          | Дата виходу       |
| --------------- | ----------------- |
| Європа          | 30 червня 2007    |
| Велика Британія | 31 липня 2007     |
| Австралія       | 12 жовтня 2007    |
| Німеччина       | 23 листопада 2007 |
| Італія          | 7 грудня 2007     |
| Нідерланди      | 14 грудня 2007    |
| Канада          | 15 квітня 2008    |
| США             | 15 квітня 2008    |